# 3β-ヒドロキシ-Δ5-ステロイドデヒドロゲナーゼ
3β-ヒドロキシ-Δ5-ステロイドデヒドロゲナーゼ（3β-hydroxy-Δ5-steroid dehydrogenase, 3-β-HSD）は副腎において、プレグネノロンからプロゲステロン、17-ヒドロキシプレグネノロンから17-ヒドロキシプロゲステロン、デヒドロエピアンドロステロンからアンドロステンジオンの合成を触媒する酵素である。副腎皮質ホルモンの合成経路では唯一のシトクロムP450ファミリーに属さない酵素である。ヒトでは、2種の3-β-HSDアイソザイムがHSD3B1およびHSD3B2遺伝子にそれぞれコードされている。
δ5-δ4-イソメラーゼとしても知られ、δ5-3β-ヒドロキシステロイドからδ4-3ケト型への酸化変換を触媒する。したがって、プロゲステロン、糖質コルチコイド、鉱質コルチコイド、アンドロゲン、エストロゲンといったステロイドホルモンの生合成に必須な酵素となっている。

## 反応
3-β-HSDは酸化還元酵素に属し、NAD+またはNADP+を受容体、CH-OH基を供与体として作用する。この酵素はC21ステロイドホルモン代謝および、アンドロゲン・エストロゲン代謝酵素の一つである。
3-β-HSDは次の化学反応を触媒する。
3β-ヒドロキシ-Δ5-ステロイド + NAD+ {\displaystyle \rightleftharpoons } 3-オキソ-Δ5-ステロイド + NADH + H+
すなわち、この酵素の基質は3β-ヒドロキシ-Δ5-ステロイドとNAD+で、生成物は3-オキソ-Δ5-ステロイドとNADPHとH+である。

## アイソザイム
ヒトには2種の3-β-HSDアイソザイム、HSD3B1 (type I) と HSD3B2 (type II)が発現する。type Iアイソザイムは胎盤と末梢組織で発現し、type IIアイソザイムは副腎と卵巣、睾丸で発現する。

## 名称
この酵素の組織名は3β-ヒドロキシ-Δ5-steroid:NAD+ 3-oxidoreductaseで、別名に以下のものがある。
- プロゲステロンレダクターゼ
- Δ5-3β-ヒドロキシステロイドデヒドロゲナーゼ
- 3β-ヒドロキシ-5-エンステロイドデヒドロゲナーゼ
- 3β-ヒドロキシステロイドデヒドロゲナーゼ/イソメラーゼ
- 3β-ヒドロキシ-Δ5-C27-ステロイドデヒドロゲナーゼ/イソメラーゼ
- 3β-ヒドロキシ-Δ5-C27-ステロイドオキシドレダクターゼ
- 3β-ヒドロキシ-5-エン-ステロイドオキシドレダクターゼ
- ステロイド-Δ5-3β-オール デヒドロゲナーゼ
- 3β-HSDH
- 5-エン-3-β-ヒドロキシステロイドデヒドロゲナーゼ
- 3β-ヒドロキシ-5-エン-ステロイドデヒドロゲナーゼ

## 阻害剤
3-β-HSDの阻害剤はトリロスタンである。

## 生合成経路
- ヒトのステロイド産生経路。3β-HSDは左側の縦に長い緑色の長方形。
- ラットの副腎皮質ホルモン生合成経路。上から二番目の酵素が3β-HSD。